# Fritfliege
Die Fritfliege (Oscinella frit) ist eine Fliege aus der Familie der Halmfliegen.

## Merkmale
Die Fritfliegen sind schwarz mit gelblichen Fußgliedern und roten Augen. 

## Lebensweise
In Mitteleuropa sind die Fritfliegen in drei Generationen anzutreffen. Die Frühjahrsform sitzt dabei meist auf den Blüten von Löwenzahn oder Winterraps. Die Fritfliege bevorzugt feuchte Lebensräume. Wichtige natürliche Feinde sind Laufkäfer (Bembidion und Agonum) und Schlupfwespen. Weitere Angaben siehe „Fortpflanzung“.

## Fortpflanzung
Die Weibchen fliegen, auf die Entfernung optisch orientiert und in der Nähe olfaktorisch, große sprießende Gräser wie Mais, Hafer oder Gerste zur Eiablage an. Hier legt es entlang der Blattscheiden mehrere Eier ab, die ausschlüpfenden Larven dringen in das Herz vor, wodurch das Herzblatt welkt. Die Verpuppung findet ebenfalls am Fraßplatz statt. Die zweite Generation fliegt ab Juni und nutzt vor allem Hafer als Eiablageplatz, wobei die Eier lose in die Rispen gelegt werden. Durch den Fraß der Larven wird die Ähre bleich (Weißährigkeit) und die Körner verkümmern.
Den Mais schädigt die erste Generation, deren Eier je nach Frühjahrswitterung im April oder Mai auf die Blattunterseite und die Stängel abgelegt werden. Maispflanzen mit 1 oder 2 Blättern werden dabei bevorzugt, schon im 3-Blatt-Stadium sind sie kaum mehr attraktiv. Die 2,5–4 mm langen Maden fressen in der Nähe des Vegetationspunktes an den noch eingerollten Blättern.
Die dritte Jahresgeneration fliegt im August bis September und legt die Eier an verschiedene Wintergräser ab. Dabei sind etwa 60 Wirtsgräser wie Mais, Getreide (vor allem Hafer und Gerste), Wiesenrispengras, Raygräser und Rotschwingel für diese Art bekannt, weitere Gräser haben eine geringe Bedeutung für den Menschen.

## Mensch und Fritfliege

### Schaden
Im Schadbild weisen die Blätter der jungen Pflanzen gelbe, vernarbte, oft in der Längsrichtung verlaufende Verletzungen oder Missbildungen auf. Gelegentlich bleiben die Blattspitzen zweier Blätter aneinander hängen und entfalten sich nicht normal. Typisch sind quer zum Blatt verlaufende Reihen von Löchern. Befallene Pflanzen sind oft zurückgeblieben und bilden Seitentriebe.
Der Befall und die entstehenden Verluste schwanken je nach Jahr, Saattermin und Ort sehr stark. Verluste von mehr als 10 % sind selten. Schäden entstehen vorwiegend, wenn die Entwicklung zwischen dem Auflaufen und dem 10-Blatt-Stadium des Maises verzögert ist.

### Bekämpfung
Die Bekämpfung erfolgt indirekt durch die Förderung der Jugendentwicklung der betroffenen Pflanzungen durch entsprechende Sortenwahl und optimale Saatbettbereitung. Die direkte Bekämpfung erfolgt durch bei der Saat ausgebrachten Insektizidgranulate, die meist eine gute Wirkung gegen Fritfliegen haben. Ein vorbeugender Einsatz nur gegen Fritfliegen wird aus ökologischen Gründen abgelehnt.
Die Wirksamkeit der zugelassenen Spritzmittel ist weniger sicher, ihr Einsatz erfolgt, wenn der Mais 2 Blätter hat. Bekämpfungsschwelle: 6 Eier/10 Pflanzen.